# Fernanda de Paiva Tomás
Fernanda de Paiva Tomás (Mortágua, 8 de noviembre de 1928-15 de septiembre de 1984) fue una política portuguesa, miembro del Partido Comunista Portugués.  Desde 1961 hasta 1970 estuvo encarcelada como prisionera política bajo el régimen autoritario del Estado Nuevo portugués.

## Biografía
María Fernanda de Paiva Tomás nació en Mortágua, en el distrito de Viseu de Portugal. Asistió a la Facultad de Arte de la Universidad de Lisboa. Procedente de una familia simpatizante del Partido Comunista, se casó con Joaquim Augusto Cruz Carreira, también  activista como ella.

### Militancia comunista y encarcelamiento
Paiva Tomás fue detenida por la policía dos veces en su etapa de estudiante por participar en manifestaciones contra la guerra; la primera vez cuando fue a depositar flores en un monumento conmemorativo de la Primera Guerra Mundial. En 1952, cuando tenía 23 años, pasó a la clandestinidad y comenzó a trabajar para el Movimiento de Unidad Democrática del que formaba parte el Partido Comunista Portugués. Su marido fue arrestado en 1958 y condenado a cuatro años de prisión. Paiva Tomás estuvo trabajando en la revista del Partido Comunista O Militante durante nueve años hasta que fue detenida de nuevo el 6 de febrero de 1961. Encarcelada en la prisión de Caxias, cerca de Lisboa, fue torturada con dos períodos de privación del sueño de 80 y 94 horas de duración, así como incomunicada durante 20 días, sin cambiarse de ropa, con el fin de que revelara la ubicación del planeado V Congreso del Partido Comunista. Según la policía secreta portuguesa, utilizando los seudónimos de "Ana" y "Marques", había colaborado como miembro de la dirección central de la organización regional de Lisboa del Partido Comunista, controlando el sector oriental de la capital, y también como miembro suplente del Comité Central del Partido en 1960. 
Paiva Tomás fue el autora de una de las trece cartas incluidas en un manifiesto enviado clandestinamente desde la prisión, en mayo de 1961, dirigido a "organizaciones de mujeres democráticas de todo el mundo". En él se denunciaban las torturas y se criticaban las condiciones de detención de las personas opositoras al régimen del Estado Novo. Estando en prisión conoció a Julieta Gandra, con quien viviría tras su liberación. Su relación, ante los demás prisioneros, generó muchas críticas y hostilidad, pero fue admitida por las autoridades.

### Puesta en libertad
Condenada a ocho años de prisión y tras haber cumplido ocho años y seis meses de encarcelamiento, Paiva Tomás debía obtener la libertad en septiembre de 1969. Sin embargo, la condena fue ampliada por considerar que ella representaba un riesgo para la seguridad. En 1970, su hijo Alberto, de 15 años, escribió una carta al presidente portugués, Marcelo Caetano, para protestar por su detención. Poco después ella aceptó firmar un documento en el que declaraba que se abstendría "de actos cuya realización pudiera ser de interés" para el Partido Comunista. Al cabo de tres semanas, el 19 de noviembre de 1970, Paiva Tomás fue puesta en libertad. En 1975, tras la Revolución de los Claveles y la caída del Estado Novo viajó con Julieta Gandra a Angola. A Gandra se le había pedido que fuera allí para establecer un servicio nacional de salud para los angoleños antes de  la Guerra de la independencia de Angola. Paiva Tomás trabajaba entonces en el Ministerio de Educación.
María Fernanda de Paiva Tomás falleció el 15 de septiembre de 1984 a causa de un tumor cerebral.